# هارولد هالس
هارولد هالس (به انگلیسی: Harold Halse) بازیکن فوتبال زادهٔ ۱ ژانویه ۱۸۸۶ اهل انگلستان بود که سابقهٔ بازی در تیم ملی فوتبال انگلستان را در کارنامهٔ خود دارد. وی در تاریخ ۱ ژوئن ۱۹۰۹ تنها بازی ملی خود را در مقابل تیم ملی فوتبال اتریش انجام داد.
این بازیکن توانسته در این بازی ملی، ۲ گل به ثمر برساند.